# تحفيز متجانس

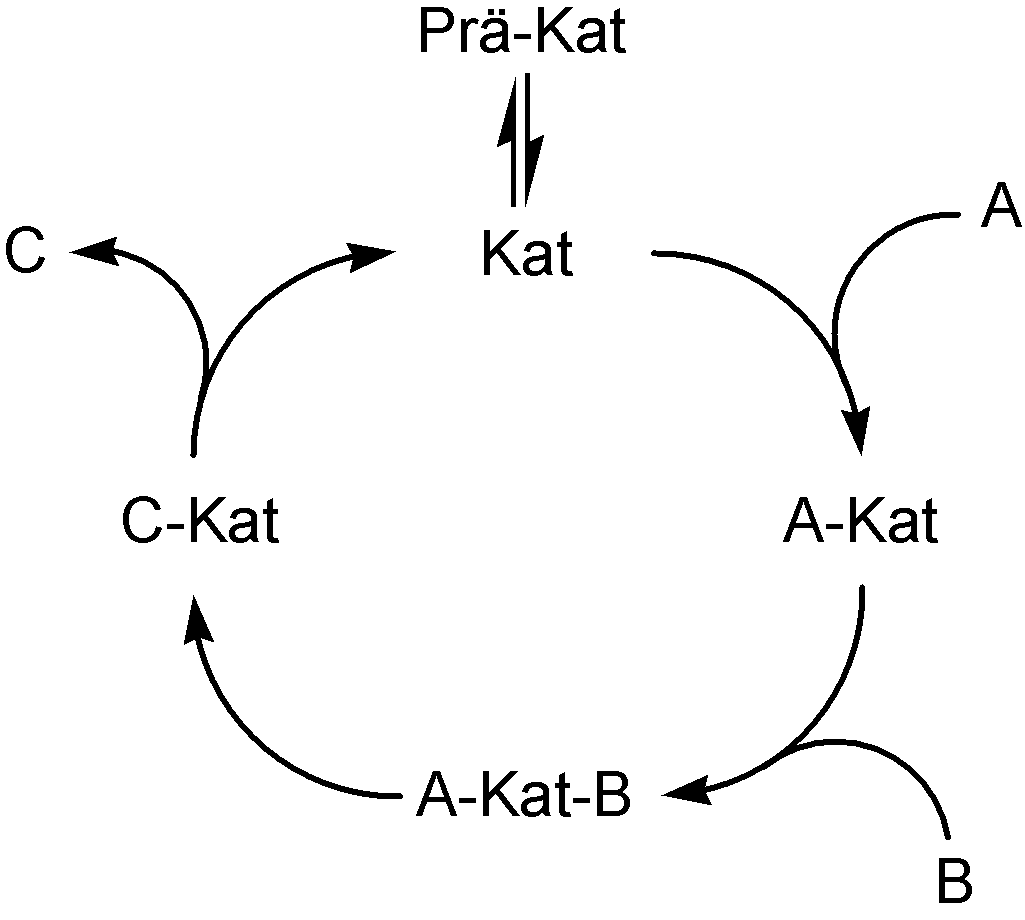

التحفيز المتجانس في الكيمياء هو نوع من أنواع التحفيز يكون فيه الحفاز من نفس طور المواد المتفاعلة. من أشهر الأمثلة على التحفيز المتجانس في الصناعات الكيميائية عندما يكون الحفاز مذاباً في المحلول مع باقي المتفاعلات في الطور السائل؛ ومن الأمثلة الحيوية عليه أيضاً الإنزيمات.
يطبق مبدأ التحفيز المتجانس بشكل كبير في مجال الكيمياء العضوية الفلزية؛ وكذلك في الكيمياء والهندسة الحيوية والعديد من المجالات البحثية والتطبيقية.